# Uitgeverij Acco
Uitgeverij Acco is een Belgische coöperatieve uitgeverij uit Leuven die gespecialiseerd is in wetenschapsboeken en cursussen. Acco staat voor 'academische coöperatie'. De kernactiviteit van het bedrijf bestaat uit de ontwikkeling, productie en verkoop van studiemateriaal en wetenschappelijk werk.

## Geschiedenis
De coöperatieve is gegroeid in de tweede helft van de jaren 1950 in de schaduw van de Katholieke Universiteit Leuven met het doel de drempel tot de universiteit te verlagen.
In 1960 werd ze in de vorm van een coöperatieve vennootschap opgericht. De directe aanleiding hiertoe was de wet van 1960 op het hoger onderwijs waarbij huisvesting en restauratie werden gesubsidieerd (en binnen de universitaire organisatie bleven), terwijl boeken en studentenmateriaal buiten de subsidiëring vielen en hiervoor een nieuwe financieringsformule diende gevonden te worden. Acco had hierbij aandacht voor de kostprijs van alle studies, en hanteerde van bij aanvang strikt een principe van een uniforme bladprijs voor elke Acco-cursus, ongeacht het aantal bladzijden en/of oplagen. Zo financiert de verkoop van een cursus in de bacheloropleidingen met de meeste studenten mee de beschikbaarheid van een cursus voor een masteropleiding met een zeer kleine groep studenten.
Acco is door de jaren heen een coöperatieve gebleven waar zowel oud-studenten als huidige studenten een vertegenwoordiging hebben in de raad van bestuur en aldus mee het beleid bepalen. Studenten kopen zich in in de coöperatieve door een aandeel aan te kopen. Aandeelhouders krijgen korting op verkoopsprijzen.
In 2009 ontving de Acco de Trends de Gazellen Award voor snelst groeiende onderneming in Vlaams-Brabant. Trends riep Acco uit tot uitmuntend bedrijf in duurzaam management.

## Locaties
Naast de uitgeverij beschikt Acco ook over vijf boekhandels verspreid over Vlaanderen: in Leuven, Gent, Antwerpen, Heverlee en Kortrijk. Bij de start van het academiejaar organiseert Acco ook vaak campusverkopen, waarbij er mobiele boekhandels geïnstalleerd worden op hogescholen en universiteiten.